# Kickers
Pour les articles homonymes, voir Kickers (homonymie).
Kickers est une marque française créée en 1970, qui produisit au début une large gamme de chaussures et plus tard des vêtements.
Cette marque est exploitée par la Société Royer Retail (Groupe Royer) dont le siège est à La Selle-en-Luitré (Ille-et-Vilaine) après être restée plusieurs années sous le contrôle du groupe Zannier.

## Histoire
En 1970, Daniel Raufast tomba sur une affiche publicitaire de la comédie musicale Hair. Intéressé par tous les jeunes qui portaient des jeans, il développa un nouveau concept de chaussures qu'il croyait plus compatible avec la blue-jean génération. Le designer Jacques Chevallereau créa la première botte en jeans.
Cette nouvelle chaussure était très originale : 
- utilisation de nubuck ,
- forme ressemblant plus à une botte courte qu'à une chaussure ordinaire,
- semelles de caoutchouc naturel,
- œillets,
- couture en contraste, comme pour les jeans.

Basée sur le mot anglais kick (donner un coup de pied) et ker (pour la consonance américaine), auquel s’ajoutera un « s » pour marquer la similitude avec jeans , l'entreprise Kickers a démarré et a été publiée officiellement en 1970.
Le succès fut tel qu'au cours d'une saison, Kickers dut augmenter sa capacité de production de 300 à 12 000 paires par mois. En 1974, les Kickers étaient vendues dans plus de 70 pays. 
C'est à la fin des années 1980 et au début des années 1990 que Kickers a vraiment connu le succès populaire lorsque les chaussures Kick Hi ont été portées par des icônes de la scène musicale de Manchester. Les Kick Hi sont devenues populaires dans les Rave party, d'abord avec Acid House, puis plus tard avec la musique trance. De nombreux fans de la chaussure venaient de divers courants contemporains et musicaux, notamment le UK garage, RnB, pop et hip-hop . 
Au fil des ans, Kickers a été associée à l'industrie musicale, y compris MS Dynamite, So Solid Crew, Jarvis Cocker, Noel Gallagher, Mike Skinner, Arctic Monkeys, Craig David et Rodney P. 
Ian Brown a pu lancer la tendance en portant une paire de Kickers à « The Haçienda » de façon effrontée, comme une riposte au strict code vestimentaire d'alors. The Stone Roses en portaient dans leur vidéo de Fools Gold.
Kickers sponsorisait les Urban Music Awards (UMA) de Londres en 2007.
En 2007, la marque est vendue par le groupe Zannier au groupe Royer.